# Шампейн (округ, Іллінойс)
Шаблон:StateAbbr_ 40°08′ пн. ш. 88°12′ зх. д. / 40.14° пн. ш. 88.2° зх. д.
Округ Шампейн (англ. Champaign County) — округ (графство) у штаті Іллінойс, США. Ідентифікатор округу 17019.

## Історія
Округ утворений 1833 року.

## Демографія
За даними перепису
2000 року
загальне населення округу становило 179669 осіб, зокрема міського населення було 151272, а сільського — 28397.
Серед мешканців округу чоловіків було 90306, а жінок — 89363. В окрузі було 70597 домогосподарств, 39308 родин, які мешкали в 75280 будинках.
Середній розмір родини становив 2,96.
Віковий розподіл населення поданий у таблиці:
| Стать    | До 15 років | 15-21 | 22-29 | 30-39 | 40-49 | 50-65 | 65-85 | Понад 85 |
| -------- | ----------- | ----- | ----- | ----- | ----- | ----- | ----- | -------- |
| Чоловіки | 16297       | 18689 | 14441 | 11941 | 11552 | 10205 | 6533  | 648      |
| Жінки    | 15277       | 16421 | 12704 | 11752 | 12106 | 10814 | 8659  | 1630     |

## Суміжні округи
- Форд — північ
- Вермільйон — схід
- Едґар — південний схід
- Дуглас — південь
- Піатт — захід
- Маклейн — північний захід

## Виноски
1. ↑  U.S. Decennial Census. United States Census Bureau. Архів оригіналу за 26 квітня 2015. Процитовано 4 липня 2014.
2. ↑  Historical Census Browser. University of Virginia Library. Архів оригіналу за 11 серпня 2012. Процитовано 4 липня 2014.
3. ↑  Population of Counties by Decennial Census: 1900 to 1990. United States Census Bureau. Архів оригіналу за 24 квітня 2014. Процитовано 4 липня 2014.
4. ↑  Census 2000 PHC-T-4. Ranking Tables for Counties: 1990 and 2000 (PDF). United States Census Bureau. Архів оригіналу (PDF) за 18 грудня 2014. Процитовано 4 липня 2014.
5. ↑  State & County QuickFacts. United States Census Bureau. Архів оригіналу за 8 липня 2011. Процитовано 4 липня 2014. [Архівовано 2011-06-06 у Wayback Machine.](англ.) Наведено за англійською вікіпедією.
6. ↑  American FactFinder. Бюро перепису населення США. Архів оригіналу за 26 лютого 2012. Процитовано 31 січня 2008. [Архівовано 2008-05-21 у Wayback Machine.]

| США | Це незавершена стаття з географії США. Ви можете допомогти проєкту, виправивши або дописавши її. |